# مانويل بينسون
مانويل بينسون (28 مارس 1997 في بلجيكا - ) هو لاعب كرة قدم بلجيكي في مركز الوسط. شارك مع منتخب بلجيكا تحت 19 سنة لكرة القدم. أما مع النوادي، فقد لعب مع ليرس ونادي جينك.

## روابط خارجية
- مانويل بينسون على موقع الاتحاد الأوربي (الإنجليزية)
- مانويل بينسون على موقع الاتحاد البلجيكي (الإنجليزية)
- مانويل بينسون على موقع قاعدة بيانات كرة القدم.إي يو (الإنجليزية)
- مانويل بينسون على موقع ناشيونال فوتبول تيمز (الإنجليزية)
- مانويل بينسون على موقع Soccerbase.com (لاعب) (الإنجليزية)
- مانويل بينسون على موقع Soccerway.com (الإنجليزية)
- مانويل بينسون على موقع عالم كرة القدم.نت (الإنجليزية)